# Sean Kuraly
Sean Kuraly (ur. 20 stycznia 1993 w Dublinie, Ohio Stany Zjednoczone) – hokeista amerykański, gracz ligi NHL, reprezentant Stanów Zjednoczonych.

## Kariera klubowa
- Indiana Ice (2009 - 2012)
- Miami University (2012 - 30.03.2016)
- Boston Bruins (30.03.2016 - 
  -  Providence Bruins (2016 - 2017)

## Kariera reprezentacyjna
- Reprezentant USA na MŚJ U-20 w 2013

## Sukcesy
Reprezentacyjne
- Złoty medal z reprezentacją USA na MŚJ U-20 w 2013